# Willi Ruckdeschel

Willi Ruckdeschel

Willi Ruckdeschel (* 4. Juli 1900 in Lichtenfels; † 8. März 1974 ebenda) war ein deutscher Politiker (NSDAP) und SA-Führer.

## Leben und Wirken
Ruckdeschel besuchte von 1906 bis 1914 die Bürgerschule in Lichtenfels. Von 1914 bis 1918 arbeitete er praktisch. Gegen Ende des Ersten Weltkrieges trat er als Eisenbahnpionier in die Reichswehr in München ein. Von 1919 bis 1921 studierte er am Technikum Ilmenau in Thüringen Maschinenbauingenieurwesen. Ab 1921 arbeitete er als Techniker, Konstrukteur und Ingenieur in verschiedenen Großunternehmen und lebte in Nowawes.
Seit 1921 „bekannte“ Ruckdeschel (so das Handbuch des Reichstages 1932) sich zum Nationalsozialismus und trat der neugegründeten NSDAP zum 21. Januar 1926 bei (Mitgliedsnummer 29.046). Er schloss sich auch der SA an, in der er es bis zum Standartenführer der Standarte 235 (Potsdam) brachte. Außerdem war er ständiger Vertreter der SA-Gruppe Berlin-Brandenburg für den Gau Kurmark. Von 1932 bis 1945 gehörte er dem Reichstag als Abgeordneter der Nationalsozialistischen Deutschen Arbeiterpartei (NSDAP) für den Wahlkreis 4 „Potsdam“ an. Bei den Wahlen 1932 rangierte er nach Hermann Göring auf dem zweiten Listenplatz der NSDAP in Berlin.
Politisch engagierte er sich nach Kriegsende in der DP, für die er im Bundestagswahlkreis Kulmbach (Nr. 224) erfolglos zur Bundestagswahl 1953 kandidierte.